# ZBTB33
El regulador transcripcional Kaiso (ZBTB33) es una proteína codificada en humanos por el gen ZBTB33.

## Interacciones
La proteína ZBTB33 ha demostrado ser capaz de interaccionar con:
- HDAC3[2]
- NCOR1[2]
- CTNND1[3]